# In the Beginning (Circa 1960)
In the Beginning (Circa 1960) es la primera recopilación que logra unir canciones del comienzo de The Beatles, se logró realizar gracias a Tony Sheridan y The Beatles. Este álbum fue lanzado por Polydor Records en 1970 (Número de catálogo 24-4504). Fue grabado en Hamburgo (Alemania) entre los años 1961 y 1962, que fue lanzado originalmente llamado como The Beatle' First en Alemania en 1964 y en el Reino Unido en 1969. Las versiones anteriores de este material en forma de LP se dividió en 1964 entre MGM Records y Atco Records. Polydor (Que finalmente fue absorbido por MGM Records) estableció su publicación en Estados Unidos en el año 1970 Lo que se explica en The Beatles Anthology. La mayoría de sus pistas incluyen voces de Sherian, este álbum fue lanzado solo cuatro días antes de su último álbum de estudio, Let It Be. Este álbum es el único álbum de The Beatles que no es propiedad de EMI.

## Lista de canciones
Todas las voces de Tony Sheridan excepto donde lo indique:

### Lado 1
1. "Ain't She Sweet" (Ager/Yellen) (Voz: John Lennon) - 2:10
2. "Cry for a Shadow" (Harrison/Lennon) (Instrumental) - 2:22
3. "Let's Dance" (Lee) (por Tony Sheridan y The Beat Brothers) - 2:32
4. "My Bonnie" (tradicional) - 2:06
5. "Take Out Some Insurance On Me, Baby" (Hall/Singleton) – 2:52
6. "What'd I Say" (Ray Charles) (Por Tony Sheridan y The Beat Brothers) – 2:37

### Lado 2
1. "Sweet Georgia Brown" (Bernie, Casey, Pinkard) – 2:03
2. "When the Saints Go Marching In" (tradicional) – 3:19
3. "Ruby Baby" (Jerry Leiber y Mike Stoller) (Por Tony Sheridan y The Beat Brothers) – 2:48
4. "Why" (Compton/Sheridan) – 2:55
5. "Nobody's Child" (tradicional) – 3:52
6. "Ya Ya" (Dorsey/Robinson) (por Tony Sheridan y The Beat Brothers) – 2:48

### Lista de pistas del disco compacto
1. "Ain't She Sweet" – 2:14
2. "Cry for a Shadow" – 2:25
3. "Let's Dance" – 2:36
4. "My Bonnie" – 2:44
5. "If You Love Me Baby" – 2:55
6. "What'd I Say" – 2:43
7. "Sweet Georgia Brown" (First version) – 2:32
8. "When the Saints Go Marching In" – 3:22
9. "Ruby Baby" – 2:56
10. "Why" – 3:01
11. "Nobody's Child" – 3:57
12. "Ya Ya, Pts. 1 & 2" – 5:10